# Mordecai Bartley

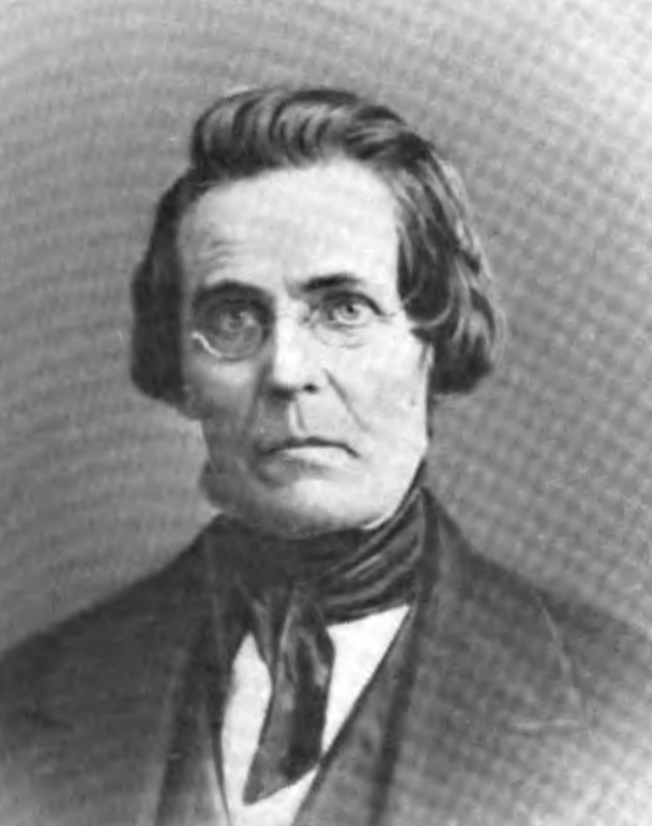
Mordecai Bartley.

Mordecai Bartley, född 16 december 1783 i Fayette County, Pennsylvania, död 10 oktober 1870 i Mansfield, Ohio, var en amerikansk politiker. Han var ledamot av USA:s representanthus 1823-1831 och den 18:e guvernören i delstaten Ohio 1844-1846.
Bartley gifte sig 21 år gammal med Elizabeth Welles. Paret flyttade 1809 till Ohio. Bartley försörjde sig som jordbrukare. Enda barnet, Thomas W. Bartley, föddes 1812. Mordecai Bartley deltog i 1812 års krig som officer. Han var ledamot av delstatens senat 1817-1818. Han blev 1822 invald i USA:s representanthus. Bartley omvaldes tre gånger. Han inledde sin politiska karriär som demokrat-republikan och som anhängare av John Quincy Adams.
Bartley gick sedan med i whigpartiet och vann guvernörsvalet 1844 i Ohio. Han efterträdde sin son, demokraten Thomas W. Bartley, som guvernör 3 december 1844. Han kandiderade inte till omval efter en mandatperiod som guvernör.
Bartleys grav finns på Mansfield Cemetery i Mansfield, Ohio.